# Павильон № 55 «Электрификация» на ВДНХ
Павильон «Электрификация» — 55-й павильон ВДНХ, построенный в 1954 году и капитально перестроенный в 1966-м.

## История
Павильон в его существующем виде — результат капитальной перестройки павильона «Животноводство», построенного в 1954 году по проекту архитекторов Петра Ревякина, А. И. Игнатьева, А. М. Громова и В. П. Туканова. Автором реконструкции 1967 года, проведённой к 50-летию Октябрьской революции, был Лев Браславский. От изначального павильона при реконструкции были оставлены только две боковых стены. Павильон двухэтажный, решён в стиле советского модернизма. Второй этаж главного фасада остеклён.
Первоначальный павильон до 1956 года носил название «Животноводство», и в экспозиции демонстрировались достижения и новейшие методы в области животноводства. Затем тематика дважды менялась: в 1956—1959 годах в павильоне находилась экспозиция «Станкостроение», а затем была размещена экспозиция «Электрификация», оставшаяся там и после перестройки павильона. В постсоветские годы экспозиция была упразднена, в павильоне размещалась информационно-выставочная площадка Министерства энергетики Российской Федерации. В 2020-х годах павильон заняла экспозиция «Дом молодёжи».